# Negreni, Olt
Negreni este un sat ce aparține orașului Scornicești din județul Olt, Muntenia, România.

## Istoria localitatii
La 16 septembrie 1519 este atestat satul Negreni
În 16 februarie 1968, prin legea administrativ teritorială nr.2, satele Scornicești, Suica, Teiuș, Mogoșești, Constantinești, Jitaru, Piscani, Negreni, Chiteasca, Bircii, Baltati, Mărgineni, Popesti-Mihăilesti, Rusciori intră în componența comunei Scornicești.
În mai 1989, comuna Scornicești este declarată oras cu satele componente

## Personalități marcante
- Ion Popescu Negreni (1907 - 2001), pictor român.

 Acest articol despre o localitate din județul Olt este deocamdată un ciot. Puteți ajuta Wikipedia prin completarea lui.

Sat de o frumusețe rară cu păduri verzi de foioase, străbătut de râul Cungrea și cu celebrul copac,Tecul de la Ionicesti.